# Age of Empires
Age of Empires es un videojuego de estrategia en tiempo real para computadoras personales, el primero de la serie homónima, lanzado el 26 de octubre de 1997. El jugador puede elegir entre 12 civilizaciones y guiarla desde la Edad de Piedra hasta la Edad del Hierro. 
El 31 de octubre de 1998 se lanzó una expansión llamada Age of Empires: The Rise of Rome. Esta cuenta con 4 nuevas civilizaciones, nuevas unidades, nuevas tecnologías, etc. El 20 de febrero de 2018 se publicó la versión remasterizada Age of Empires: Definitive Edition para Windows 10 y luego el 19 de agosto de 2019 para Steam.
Ha sido catalogado múltiples veces como uno de los mejores juegos de estrategia de toda la historia.

## Edades
El juego se ambienta inicialmente en el 3000 a. C. y a medida que se cumplen los requisitos necesarios se podrá avanzar a las edades posteriores, esto da la posibilidad de nuevas y mejores tecnologías y unidades necesarias para obtener ventajas frente al enemigo. Existen 4 edades:
- Edad de Piedra
- Edad herramientas
- Edad del Bronce
- Edad del Hierro

También existe la Edad nómada que solo sirve para dar una ubicación a la plaza central construyéndola en donde uno lo desee.

## Civilizaciones
Los jugadores pueden elegir entre 12 civilizaciones antiguas. Cada civilización cuenta con un conjunto de características que las diferencia de las demás civilizaciones.
| Civilización | Bonificaciones | Estilo arquitectónico |
| ------------ | --- | --------------------- |
| Asiria.      | - +25% a la velocidad de disparo de las unidades de arquería. - Aldeanos 10% más rápidos. | Egipcio.              |
| Babilonia.   | - +60% puntos de resistencia de las murallas y torres. - +30% a la velocidad de rejuvenecimiento de los sacerdotes. - +30% a la cantería. - Tecnologías de mercado cuestan 30% menos. | Mesopotámico.         |
| Choson.      | - Espadachín de espada corta/ancha/larga y legión obtienen +15/+20/+60/+80 puntos de resistencia respectivamente. - Soldado con garrote y con hacha obtienen +5 puntos de resistencia. - +2 al alcance de las torres. - -30% al costo de los sacerdotes. - Tecnologías de almacén subterráneo cuestan 40% menos. | Oriental.             |
| Egipcia.     | - +20% a la minería de oro. - +33% a los puntos de resistencia de carros y arqueros sobre carro. - +3 al alcance de los sacerdotes. - Granjas son 20% más baratas. | Egipcio.              |
| Fenicia.     | - -25% al costo de los elefantes de guerra y arqueros sobre elefante. - +30% a la velocidad de disparo de trirremes con catapulta y destructores. - +15% a la recolección de madera. | Griego.               |
| Griega.      | - Hoplitas, falanges y centuriones 30% más rápidos y cuestan un 20% menos. - Buques de guerra 30% más rápidos. - Plazas centrales trabajan 10% más rápido desde la Edad herramientas. | Griego.               |
| Hitita.      | - +50% de puntos de resistencia a todos los tipos de catapultas. - +1 al ataque de las unidades de arquería. - +2/+2/+3 al alcance de los buques de guerra en la Edad herramientas, "bronce" y "hierro". | Mesopotámico.         |
| Minoica.     | - -30% en el costo de las embarcaciones. - +2 al alcance de los arqueros expertos. - +25% a la producción de las granjas. | Griego.               |
| Persa.       | - +30% a la caza. - -30% a la producción de las granjas. - Elefantes de guerra y arqueros sobre elefante 25% más rápidos. - +25% a la velocidad de disparo de los trirremes. | Mesopotámico.         |
| Shang.       | - -10 al costo de los aldeanos pero empiezan con -40 de alimento. - +60% de puntos de resistencia de las murallas. | Oriental.             |
| Sumeria.     | - +15 a los puntos de resistencia de los aldeanos. - +50% a la velocidad de disparo de todas las catapultas. - Doble producción de las granjas. | Egipcio.              |
| Yamato.      | - -15% al costo de jinetes arqueros, exploradores, caballería, caballería pesada y catafractas. - Aldeanos 10% más rápidos. - +20% de puntos de resistencia a los barcos. | Oriental.             |

## Unidades
Las unidades son lo más importante del juego. Hay diferentes tipos, desde aldeanos que sirven para recolectar alimentos, construir edificios, etc, hasta unidades militares como las poderosas catapultas.

### Aldeanos
Los aldeanos son los trabajadores de la civilización que se encargan de conseguir recursos, construir, y reparar edificios, unidades de asedio y barcos. Sin embargo, los aldeanos pueden ser usados para atacar, aunque son débiles contra unidades de guerra. Los aldeanos, para atacar, utilizan al principio un hueso grande y más adelante, en la Edad del Hierro, un tridente.

### Unidades de guerra
Las unidades de guerra son usadas para batallar contra las tropas enemigas y deben ser "creadas" en un edificio militar, cuyo entrenamiento toma cierto tiempo en terminar, esto depende de la unidad a formar. Las unidades de guerra pueden variar y ser actualizadas en versiones más fuertes si se desarrollan tecnologías disponibles en el edificio en el que se crearon. Hay tres edificios básicos en los que se pueden crear unidades militares, cada uno con una especialidad en las que se cuentan: infantería a pie, a caballo y a distancia. Además hay otros 5 tipos de edificios que crean unidades y más de 15 tipos de unidades: infantería cuerpo a cuerpo, que comprende soldados de espada hasta las poderosas legiones, infantería de arqueros, caballería de exploración, caballería pesada (que incluye las implacables catafractas), los carros de guerra (pueden ser de cuerpo a cuerpo o de arqueros, pero ambos necesitan que la tecnología la Rueda sea descubierta), los elefantes de guerra (ya sean cuerpo a cuerpo o de arqueros) y la infantería de élite, que incluye desde los hoplitas hasta los aguerridos centuriones.

### Fuerza naval
En algunas civilizaciones las guerras navales son muy importantes. Algunas civilizaciones que históricamente no tenían flotas poderosas para el combate en el alta mar tienen limitada esa tecnología. Sin embargo el jugador puede construir en todas las civilizaciones buques mercantes y navíos de transporte (algunos con más capacidad), algunas civilizaciones pueden construir el trirreme y algunas se ven limitadas a galeras de guerra, así como solo algunas civilizaciones pueden construir galeras de fuego y destructores, que son poderosos barcos de asedio.

### Armas de asedio
Son importantes en el juego, debido al gran daño que causan a edificios enemigos y a grupos de unidades enemigas, para tenerlas se necesita construir un taller de máquinas de asedio, ahí se pueden construir catapultas, y ballestas, las cuales se pueden mejorar a catapulta pesada y helepolis, respectivamente, además pueden ser mejoradas en el centro gubernamental con fuego y mejorando sus proyectiles. Son armas muy lentas y con poca resistencia, por lo que es necesario acompañarlas con unidades militares que las escolten. Cabe destacar que ambas, la catapulta, la ballesta y sus mejores versiones hacen daño incluso a las unidades propias y aliadas que se encuentren en el objetivo de sus proyectiles.

## Expansiones y reediciones

### Age of Empires: The Rise of Rome
Es la primera expansión del Age of Empires. Su fecha de lanzamiento fue el 31 de octubre de 1998. Se centra en la formación y expansión del Imperio romano, y agrega 4 nuevas civilizaciones que son Roma, Palmira, Macedonia y Cartago. También agrega 4 nuevas campañas, nuevas tecnologías, nuevas mecánicas, etc.

### Age of Empires: Gold Edition
Es un pack y una edición que trae el Age of Empires y su expansión Age of Empires: The Rise of Rome combinados en un solo disco. Su fecha de lanzamiento fue el 24 de octubre de 1999.

### Age of Empires: Collector's Edition
Incluye los juegos Age of Empires, Age of Empires II: The Age of Kings y sus expansiones, ambos juegos con instalación aparte pero con su respectiva expansión incluida. Su fecha de lanzamiento fue el 10 de diciembre de 2000.

### Age of Empires: Definitive Edition
Es la versión remasterizada definitiva del juego original Age of Empires, fue lanzado el 20 de febrero de 2018 para Windows 10 y luego para Steam el 19 de agosto de 2019. El juego trae todo el contenido del Age of Empires original y su expansión Age of Empires: The Rise of Rome, pero con muchísimas novedades, ya que incluye también gráficos en HD 4K con animaciones renovadas, la banda sonora remasterizada, muchas mecánicas nuevas, todas las campañas reelaboradas (incluyendo las campañas El Reinado de los Hititas y La Primera Guerra Púnica de las demos), Steam Cloud, logros, cromos en Steam, modo espectador, soporte para el multijugador (incluyendo el LAN y el multiplataforma), etc.

## Juego
Una partida estándar se basa generalmente en derrotar a todas las unidades enemigas ya sean aldeanos o unidades de guerra utilizando diferentes tácticas y estrategias de guerra, pero también si captura todas las ruinas o artefactos y esperando 2000 años antes de que los imperios enemigos tomasen el control. Además, si se construye una maravilla, debe esperar 2000 años para ganar, pero el oponente debe destruirlo. Si se elige conquista, solo gana el jugador que elimina a todos los imperios oponentes. Además, existen partidas en donde debe alcanzar el puntaje máximo o se usa un temporizador. Ten en cuenta que cada 5 años de juego sería un segundo o dos en la vida real.

### Recursos
Los recursos son la parte vital del juego. Con ellos, podrás mejorar las tecnologías, entrenar nuevas unidades y crear o reparar edificios. Se puede conseguir estos recursos en diferentes puntos del mapa. En Age of Empires hay 4 tipos de recursos:
- Madera: se obtiene al cortar árboles y se usa al construir edificios (exc. torres y muros), barcos y armas de asedio, al investigar tecnologías y al entrenar ciertas unidades militares.
- Comida: se puede recolectar de los arbustos, cazando animales, pescando o cosechando granjas y se usa al crear aldeanos, entrenar unidades militares e investigar tecnologías o avanzar a la siguiente edad.
- Oro: se puede obtener comerciando o de las minas de oro y se usa al entrenar ciertas unidades militares, construir armas de asedio, maravillas y algunos barcos de guerra e investigar tecnologías o avanzar a la siguiente edad.
- Piedra: se puede obtener de canteras y se usa al construir torres, muros y maravillas, al investigar tecnologías y al entrenar soldados con honda (en la expansión).

### Población
- Población: tiene un tope de 50 unidades, en donde aumenta de 4 en 4 el número de unidades disponibles por cada plaza central o casa construida.

## Campañas
Al ser un juego épico, naturalmente tiene argumentos históricos de la vida real que le dan coherencia a las batallas. De este modo, hay una serie de escenarios encadenados en forma de campañas. Según se elija una campaña de las disponibles en estas hay representaciones de batallas históricas en la cual el jugador guiará a los ejércitos de la civilización históricamente vencedora en dicha batalla. Cada escenario de una campaña está ubicado cronológicamente con una fecha concreta. Las campañas entre las que el jugador puede optar, tal y como fueron presentadas en la Definitive Edition, son las siguientes (incluidas las de la demo):
- Campaña de aprendizaje Ascenso de Egipto: funciona como campaña de aprendizaje, explicando los orígenes del Egipto faraónico hasta convertirse en potencia.
  1. Cazar (8000 a. C.)
  2. Recolectar (6500 a. C.)
  3. Descubrimientos (8000 a. C.)
  4. Avanzar a una nueva edad (6000 a. C.)
  5. Escaramuza (3800 a. C.)
  6. Agricultura (3100 a. C.)
  7. Comercio (2700 a. C.)
  8. Religión (2500 a. C.)
  9. Puesto fluvial (1878-1860 a. C.)
  10. Batalla naval (1720 a. C.)
  11. Maravilla del mundo (1490 - 1460 a. C.)
  12. El asedio de Canaán (1457 a. C.)

- Ecos de Babilonia: la campaña cuenta como se configura el Imperio babilónico desde sus inicios con Hammurabi hasta la cima de su gloria.
  1. El Hombre Santo (1760 a. C.)
  2. El Valle del Tigris (1755 a. C.)
  3. Venganza (1595 a. C.)
  4. Retornaré (1185 - 1155 a. C.)
  5. La gran cacería (1120 a. C.)
  6. La caravana (1119 a. C.)
  7. Señor del Éufrates (748 - 734 a. C.)
  8. La conquista de Nínive (612 a. C.)

- Gloria de Grecia: la forja de la civilización griega desde la Edad del Bronce, que ocupa los cuatro primeros escenarios, hasta Alejandro Magno.
  1. Reclamando Territorio (1600 a. C.)
  2. Acrópolis (1400 a. C.)
  3. La conquista de Creta (1420 a. C.)
  4. La guerra de Troya[1] (1194 a. C.)
  5. La colonización de Jonia (1000 a. C.)
  6. Sitio de Atenas (405 a. C.)
  7. La marcha de Jenofonte (401 a. C.)
  8. Alejandro Magno (334 a. C.)

- Imperio Yamato del Sol Naciente: cuenta la consolidación de Japón como unidad política y social y su expansión hacia Corea.
  1. Asesinos (210 a. C.)
  2. De isla en isla (178 d. C.)
  3. Captura (180 d. C.)
  4. El templo de la montaña (300 d. C.)
  5. El cañón de la muerte (587 d. C.)
  6. Golpe (645 d. C.)
  7. La guerra Jinshin (672 d. C.)
  8. Las revueltas Fujiwara (740 d. C.)

- El reinado de los hititas:[2] la historia de los guerreros nómadas, los hititas, y su expansión hasta chocar contra los egipcios.
  1. Primer turno (1700 a. C.)
  2. Asalto a Babilonia (1595 a. C.)
  3. La batalla de Kadesh[3] (1274 a. C.)

Campañas de la demo
- Armies at War, A Combat Showcase: este es el único escenario oficial que carece de una sección de historia en la descripción.

1. Bronze Age Art of War (500 BC)

- Dawn of Civilization: es la campaña de aprendizaje de varias versiones alfa del Age of Empires, controlando Egipto, como el tutorial del juego completo. Igual cuenta los orígenes de Egipto.

1. Dawn of a new Age (10000 BC)
2. Skirmish (5000 BC)
3. Crusade (4000 BC)
4. The Wreck of the Hyksos (3000 BC)
5. Last Stand (1551BC)